# Mary Lincoln

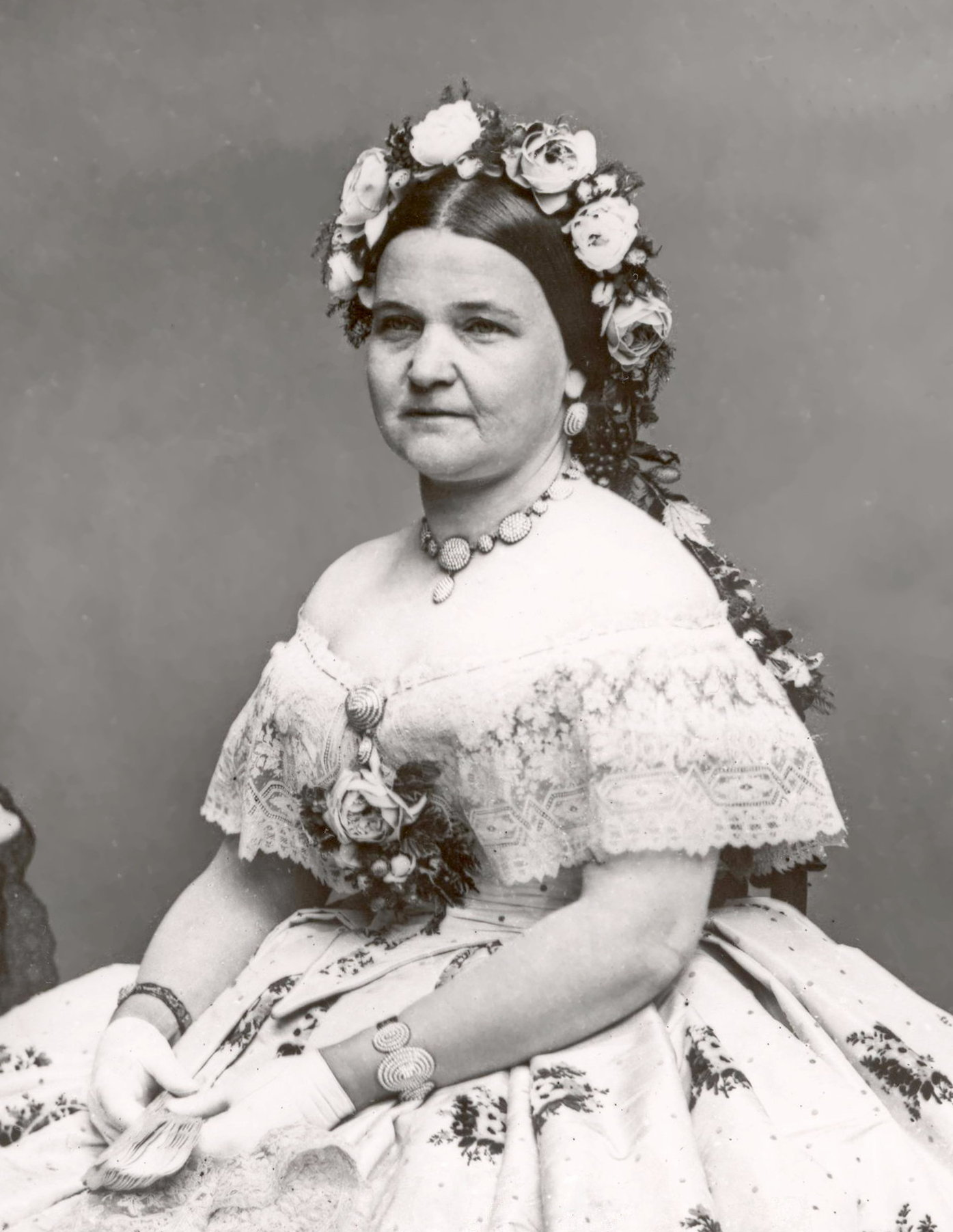
Mary Lincoln (1861)

Mary Lincoln (* 13. Dezember 1818 in Lexington, Kentucky als Mary Ann Todd; † 16. Juli 1882 in Springfield, Illinois) war die Ehefrau von US-Präsident Abraham Lincoln und die First Lady der Vereinigten Staaten von 1861 bis 1865.

## Leben
Sie war eine Tochter von Robert Smith Todd und Eliza Parker, einer wohlhabenden Familie aus den Südstaaten, die selbst Sklaven hielt. Ihre Mutter starb früh. Ihr Vater war Mitglied der Whigs und sorgte für eine ausgezeichnete Ausbildung seiner Tochter und weckte auch ihr politisches Interesse.
Im Alter von zwanzig Jahren zog Mary nach Springfield in Illinois, wo ihre Schwester Elizabeth lebte. Dort lernte sie Abraham Lincoln kennen, den sie am 4. November 1842 heiratete. Von Anfang an unterstützte sie seine politische Karriere.
Sie hatten vier Kinder:
- Robert Todd Lincoln (* 1. August 1843 in Springfield (Illinois); † 26. Juli 1926 in Manchester, Vermont). 1881–1885 Kriegsminister.
- Edward „Eddie“ Baker Lincoln (* 10. März 1846 in Springfield (Illinois); † 1. Februar 1850 ebenda)
- William „Willie“ Wallace Lincoln (* 21. Dezember 1850 in Springfield (Illinois); † 20. Februar 1862 in Washington, D.C.)
- Thomas „Tad“ Lincoln (* 4. April 1853 in Springfield (Illinois); † 15. Juli 1871 in Chicago)

### First Lady
Nach der Wahl ihres Mannes zum Präsidenten und während des Sezessionskriegs war sie wegen ihrer Abstammung aus Kentucky – mehrere ihrer (Halb-)Brüder kämpften und fielen auf der Seite der Konföderierten Staaten von Amerika – Anfeindungen ausgesetzt. Auch die von ihr veranstalteten Feste und die kostspielige Renovierung des Weißen Hauses brachten ihr Kritik ein. Trotzdem stand sie stets fest auf der Seite ihres Mannes, der seine Politik auch immer mit ihr diskutierte.
In Washington litt sie unter Einsamkeit, Migräne und Stimmungsschwankungen. Ihre beste Freundin war die Schneiderin Elizabeth Keckley, eine ehemalige Sklavin. Dass diese 1868 ihre Erinnerungen an die Zeit von Lincolns Präsidentschaft, Behind the Scenes. Or, Thirty Years a Slave, and Four Years in the White House, mit intimen Einblicken in das Leben der Präsidentenfamilie veröffentlichte, führte zum Bruch der Freundschaft. Darin ist u. a. geschildert, wie Mary Lincoln nach dem Tod ihres dritten Sohnes Willie in Hysterie verfiel, die sie durch Kaufsucht kompensierte, was zu hoher Verschuldung führte.
Die Ermordung ihres Mannes am 14. April 1865 im Ford’s Theatre in Washington D.C. erlebte sie aus nächster Nähe mit.

### Witwe
Nach dem Tod ihres Mannes versank Mary Lincoln in tiefe Depressionen und trug nur noch Schwarz. Mit ihren Söhnen zog sie nach Chicago.  Sie unternahm Reisen nach Europa. Für einige Monate lebte sie mit ihrem Jüngsten in Frankfurt am Main. Sein Tod 1871 verstärkte ihre psychischen Leiden.
1875 kam es zu einer harten Auseinandersetzung zwischen dem einzigen überlebenden Sohn Robert Todd Lincoln und seiner Mutter. Weil ihr Sohn ihre Lebensweise als zunehmend exzentrisch empfand, strengte er 1875 ein Gerichtsverfahren gegen sie an, um Kontrolle über ihre Finanzen zu erhalten. Mary Ann Todd Lincoln wurde daraufhin in eine psychiatrische Einrichtung in Batavia, Illinois, eingewiesen, nach drei Monaten jedoch wieder entlassen, und zog zu ihrer Schwester nach Springfield. Später unternahm sie wieder Reisen nach Europa und lebte mehrere Jahre in Pau in Frankreich. Das Zerwürfnis mit ihrem Sohn war endgültig.
Sie starb 1882 und wurde auf dem Oak Ridge Cemetery begraben.